# L'Inferno (film 1911 Milano Films)
L'Inferno è un film muto del 1911, diretto da Francesco Bertolini, Giuseppe De Liguoro e Adolfo Padovan.

## Trama
Una prima versione de l'Inferno venne già realizzata dai registi nel 1909 riscuotendo notevole successo. Successivamente il film fu rimaneggiato e integrato con una versione più estesa che includeva Purgatorio e Paradiso e presentato negli Stati Uniti. Il film è composto da 54 scene. Narra con fedeltà la prima cantica della Divina Commedia, con una serie di quadri animati ispirati alle illustrazioni di Gustave Doré. Nella selva oscura Dante incontra Virgilio e con lui inizia il percorso tra i gironi e le Malebolge, dove incontra tutti i celebri personaggi del poema: Minosse, Paolo e Francesca, Farinata degli Uberti, Pier della Vigna, ecc. Nella Caina ascoltano la storia del Conte Ugolino e poi vedono Lucifero con tre teste, che sbrana un uomo che si dimena (effetto speciale ottenuto con la sovraimpressione), prima di riuscire "a riveder le stelle".
Ogni scena usa effetti speciali in funzione realistica: i lussuriosi trascinati dalla bufera (sovrimpressione), il petto squarciato di Maometto, la testa staccata di Bertran de Born (esposizione multipla), la trasformazione dei ladri in serpenti (sostituzione tramite montaggio). Lucifero appare enorme grazie all'impressione separata della pellicola e in una seconda inquadratura ravvicinata, come un intuitivo primo piano, mostra in bocca un uomo che muove le gambe, anche qui grazie alla doppia esposizione.

## Produzione
L'Inferno è il primo film italiano a 5 bobine, prodotto dalla Milano Films, che subì anche la concorrenza della più piccola Helios Film che lo stesso anno, battendola sul tempo, e sfruttando la pubblicità dell'altro film, forte dello stesso titolo, produsse un Inferno meno colossale e con più rimandi erotici (ad esempio il seno nudo di Francesca).
Fu il primo film a ottenere l'iscrizione nel pubblico registro delle opere protette. Il film ebbe un ampio successo anche all'estero e fu il primo a sfruttare un nuovo tipo di distribuzione inventato da Gustavo Lombardo, basato anziché sulla vendita delle copie o sul noleggio, sulla cessione dei diritti in esclusiva per zone e paesi.
Il film è uno dei capolavori del genere in costume per il quale si distinsero i produttori italiani negli anni dieci e il primo film europeo di grande impegno letterario e artistico. Grazie agli effetti speciali cinematografici (soprattutto la sovrimpressione) e teatrali (come i voli grazie a corde e macchinari) venne allestita un'opera visionaria, dove per la prima volta si usarono in maniera coerente le didascalie scritte, che introducevano ogni scena con i versi più famosi o con una frase esplicativa in prosa.
Vi vennero impiegate grandi masse di comparse e grandiose scenografie, con alcune scene girate in esterno, presso il letto della Grigna.
Dal punto di vista della tecnica cinematografica vi si nota tutta una serie di articolazioni dell'inquadratura per rompere la monotonia del tipico campo medio lungo e fisso: ci sono riquadrature (spostamenti dell'inquadratura della macchina, il tipo più semplice di movimento di camera), montaggio di più inquadrature, con scala diversa di piani, ecc., con gli accorgimenti tecnici diffusi tra il 1908 e il 1910. Non si può però ancora parlare di montaggio usato in maniera narrativa, cioè per incalzare la storia e caratterizzare i personaggi: l'inquadratura viene scelta in funzione degli effetti speciali e dello spettacolo visivo, infatti siamo ancora nella sfera del cosiddetto cinema delle attrazioni, dove cioè la parte visuale è predominante rispetto alla storia narrata (che alla fine è solo il pretesto per mettere in scena effetti speciali), anche se si sta aprendo la strada al cinema narrativo che porterà di lì a poco, nel 1914, alla pietra miliare di Cabiria di Giovanni Pastrone.

## Reazioni
Con questa opera il cinema conquistò il proprio spazio accanto al teatro e alla letteratura. L'esempio di Georges Méliès fu interpretato in favore del verosimile. A Parigi Ricciotto Canudo presenta L'Inferno «con una conferenza all'École des hautes études, A Napoli l'opera è proiettata alla presenza di varie spiccate personalità come Benedetto Croce, Roberto Bracco e Matilde Serao». Quest'ultima ne scrive in termini entusiastici su il Giorno di Napoli, Bracco la giudica addirittura troppo bella in rapporto ai gusti del pubblico.

## Distribuzione
Il film fu restaurato e ridistribuito nel 2002 con una nuova colonna sonora composta ed eseguita dai Tangerine Dream. Nel 2006 la Cineteca di Bologna ha portato a termine un nuovo restauro pubblicato su DVD nel 2011 nella collana Cinema Ritrovato con la colonna sonora di Edison Studio.

## Differenze rispetto all'originale
Il film si ispira fedelmente all'Inferno dantesco, pur omettendo alcuni episodi e alcuni canti (o, addirittura, reinventando la geografia dell'Inferno):
- vengono omessi i dubbi che tormentano Dante nel canto secondo, quando si interroga sul perché del suo viaggio e non si ritiene degno;
- l'incontro con gli spiriti magni del Limbo (canto quarto), che nella cantica avviene in un castello, viene trasposto in un prato, all'aperto;
- concluso l'incontro con Farinata (canto decimo), Dante e Virgilio si imbattono nella pena dei bestemmiatori e in Capaneo: questo incontro viene anticipato (canto quattordicesimo). Il Settimo Cerchio è diviso in tre schiere: violenti contro il prossimo; violenti contro sé stessi; violenti contro Dio: per qualche ragione sconosciuta, viene "tradita" la posizione dei peccati nell'opera dantesca, e i bestemmiatori sono posti subito dopo gli eretici;
- subito dopo quest'episodio, Dante e Virgilio scendono nel cerchio inferiore sulla groppa del mostro Gerione: si tratta di un'altra modifica rispetto al testo originale, dato che Gerione è il trasporto tra Settimo e Ottavo Cerchio, non tra il Sesto e il Settimo (e in più, Gerione appare nel canto diciassettesimo, e viene anticipato l'incontro con esso);
- non compaiono i violenti contro il prossimo (canto dodicesimo).